# Список бестселлеров по версии The New York Times
Список бестселлеров по версии The New York Times (англ. The New York Times Best Seller list) — список книг, добившихся рекордных продаж в США. С 1931 года публикуется еженедельно в газете The New York Times.
В 2010 году газета объявила о начале публикации с 2011 года списка бестселлеров среди художественных и нехудожественных электронных книг.

## История
Первый перечень бестселлеров, опубликованный в 1931, состоял из пяти художественных и четырёх нехудожественных книг, побивших рекорды продаж в Нью-Йорке по результатам недели. Затем список основывался на рейтинге книг, ставших популярными в восьми американских городах. 9 апреля 1942 был опубликован общенациональный список бестселлеров, куда вошли книги, ставшие хитом продаж в региональных списках. Последние вскоре прекратили своё существование, уступив место единому списку, который составлялся на базе отчетов книготорговцев из 22 городов. Ключевой принцип отбора действует до сих пор, однако детали формирования списка бестселлеров Америки держатся в строгом секрете.

## Критика
С момента первой публикации список является предметом критики со стороны писателей, издателей и других представителей индустрии за необъективность и неправильное понимание понятия «бестселлер».
Распространенные причины для критики:
- «Быстрые продажи». В список попадает книга, показавшая хорошие продажи за неделю, а не за больший отрезок времени. Будучи на пике популярности семь дней, следующая неделя может не принести и десятой доли полученной ранее прибыли. Таким образом, возможность случайно оказаться в списке есть даже у малобюджетных книг[6].
- Двойной счетчик. Оптовики сообщают, сколько экземпляров конкретной книги было продано розничным продавцам. Последние сообщают, сколько экземпляров было куплено читателями. Получается, что продажи преувеличены[6].
- Манипуляция со стороны авторов и издателей. Писательница Жаклин Сюзанн, автор «Долины кукол», приобрела большое количество экземпляров собственной книги, обеспечив себе место в списке бестселлеров. Также поступил и Уэйн Дайер («Ваши ошибочные зоны»). Аллен Ньюхарт, бывший глава Gannett Company, распорядился о покупке фондом Gannett двух тысяч копий его автобиографии. В 1995 году Майкл Трейси и Фред Вирсема потратили 200 000$ на покупку десяти тысяч экземпляров книги своего авторства «Маркетинг ведущих компаний», продержавшейся в списке бестселлеров 15 недель. В результате скандальной истории The New York Times стали помечать специальным символом книги, на которые поступили крупные заказы[6].
- Манипуляция со стороны продавцов. Учитывая тот факт, что место в списке бестселлеров положительно влияет на продажи книги, продавцы могут заведомо ложно сообщить о том, что издание хорошо раскупается. Если же книга всё-таки попадает в список, они в рекордные сроки распродают заранее приобретенные крупные партии[6].
- Сбор информации. The New York Times предоставляет продавцам форму с переченем книг, которые, по мнению газеты, могут стать бестселлерами на данной неделе. Колонку «Другое» продавцы заполняют самостоятельно. Критика связана с тем, что редакторы хотят каким-то образом повлиять на выбор[6].
- Конфликт интересов. В 1970 году издатели инициировали денежное вознаграждение для авторов, чьи произведения попали в список бестселлеров. Размер суммы зависит от позиции и времени пребывания книги в рейтинге. Это послужило стимулом для писателей прибегать к различным маркетинговым уловкам для того, чтобы их книга оказалась в списке лучших[6].

Согласно исследованию, проведенному при школе бизнеса Стэнфордского университета, большинство читателей воспринимает список The New York Times как перечень литературы, стоящей прочтения. В результате научного анализа был сделан вывод, что для менее известных писателей место в списке бестселлеров зачастую оказывается судьбоносным. В то время как популярные авторы, завсегдатаи различных рейтингов, не чувствуют ощутимой пользы от дополнительных продаж.